# إن غيج (خدمة)
كانت خدمة إن غيج (بالإنجليزية:N-Gage) (يشار إليها أيضًا باسم إن غيج 2.0) عبارة عن منصة ألعاب للهواتف المحمولة من نوكيا كانت متاحة للعديد من هواتف نوكيا الذكية التي تعمل على سيمبيان أس60. قدمت إن غيج العديد من الألعاب ذات الرسومات ثلاثية الأبعاد. يأخذ اسمه من جهاز الألعاب إن غيج لعام 2003.
كانت منصة إن غيج متوافقة مع:
- نوكيا N78
- نوكيا N79
- نوكيا N81
- نوكيا N81 8GB
- نوكيا N82
- نوكيا N85[1]
- نوكيا N86[2]
- نوكيا N86 8MP
- نوكيا N95
- نوكيا N95 8GB
- نوكيا N96
- نوكيا N97[3]
- نوكيا 5320[4]
- نوكيا 5630[5]
- نوكيا 5730[6]
- نوكيا 6210 نافيجيتر[7]
- نوكيا 6710 نافيجيتر[2]
- نوكيا 6720 كلاسيك
- نوكيا E52[8]
- نوكيا E55
- نوكيا E75[9]

بسبب مشاكل في الذاكرة، تم إلغاء دعم نوكيا N73 وN93 وN93i.
بعد أقل من عامين في 30 أكتوبر 2009، أعلنت نوكيا أنه لن يتم إنتاج ألعاب إن غيج جديدة. بعض الأسباب التي تم ذكرها هي نموذج التطوير السيئ، والتسويق، ونجاح متجر تطبيقات آب ستور. أُصدر ما مجموعه 49 لعبة فقط. نقلت نوكيا ألعابها إلى متجر أوفي بعد ذلك. لا يزال من الممكن تشغيل الألعاب على الأجهزة المتوافقة، ولكن الخدمة والميزات عبر الإنترنت لم تعد تعمل بعد أن توقفت تمامًا في سبتمبر 2010.

## خلفية
لم يكن أداء هاتف إن غيج الذكي للألعاب من نوكيا منذ عام 2003 جيدًا كما كان المتوقع، ولم تعمل نسخة كيو دي على تحسين الوضع أيضًا. بدلاً من تطوير جهاز ألعاب جديد، كان هناك تغيير في المفهوم حيث أوضحت نوكيا خلال E3 2005 أنهم كانوا يخططون لوضع منصة إن غيج على أجهزة نوكيا الذكية، بدلاً من إطلاق جهاز معين.
استغرق الأمر أكثر من عام، في E3 2006، للإعلان أخيرًا عن خدمة إن غيج لهواتف نوكيا المحمولة، كان من المفترض أن تُطلق الخدمة في 2007.
في فبراير 2007، أعلنت نوكيا عن خدمة تجريبية في فنلندا للترويج للخدمة. عرضت نوكيا معاينات لتجربة الخدمة في مؤتمر مطوري الألعاب لعام 2007 في سان فرانسيسكو، كاليفورنيا.
في 27 أغسطس 2007، أكدت نوكيا أن شعار إن غيج الذي تم تسريبه سابقًا هو الشعار الرسمي للخدمة القادمة.

## تاريخ
أعلنت نوكيا أخيرًا عن خدمة ألعاب إن غيج في شكلها النهائي في 29 أغسطس 2007. استخدمت نوكيا شعار (Get out and play) «أُخرج والعب» للترويج للمنصة. كان من المفترض أن يتم إصدارها بشكل رسمي في ديسمبر 2007، ولكن تم تأجيله لأن فريق نوكيا أراد أن يتأكد من تشغيل الخدمة «بسلاسة».

### أول وصول
تم إجراء اختبار تجريبي عام لخدمة إن غيج في الفترة من 4 فبراير 2008 إلى 27 مارس 2008، على الرغم من أنه يقتصر على نوكيا N81 فقط. أشير إلى هذه الفترة الزمنية باسم (First Access) «أول وصول» وهي اختبار عام للعميل يمكن تنزيله مجانًا من موقع إن غيج. على الرغم من أنه ليس الإصدار النهائي، فقد تمكن المستخدم من الوصول إلى معظم الميزات إلى جانب ثلاث ألعاب لتجربتها. في وقت لاحق من شهر فبراير، أصدرت نوكيا أيضًا عدة ألعاب أخرى من بينها تتريس للمستخدمين لتجربتها. لا يتم تقديم الألعاب بشكل مجاني ويتم نسخة محدودة لأغراض التجربة وللعب اللعبة كاملةً يجب شراؤها أو تأجيرها.

### إطلاق
بعد العديد من التأخيرات والإشاعات، تم إطلاق منصة إن غيج أخيرًا بشكلٍ مفاجئ للجمهور في 3 أبريل 2008 من خلال موقع إن غيج الرسمي، كان خمس أجهزة من نوكيا فقط تقبل الخدمة. من المحتمل أن يكون لهذا علاقة بالهواتف الأقدم كونها أقل قوة كما تمت الإشارة إليه في مقابلة في وقت سابق من نفس العام بينما ذكر ممثل إن غيج بعض مشكلات الذاكرة في N73.

## تطبيق إن غيج
من خلال واجهة مستخدم تشبه خدمة إكس بوكس لايف من مايكروسوفت، توجد في الجزء العلوي من تطبيق إن غيج خمسة رموز يمكن التنقل خلالها عن طريق الضغط على زر الإبهام لليسار واليمين. تمثل هذه مكتبة ألعاب المستخدم، الملف الشخصي، قائمة الأصدقاء وصالة العرض.

### الشاشة الرئيسية
يرحب التطبيق بالمستخدم من خلال الشاشة الرئيسية حيث تظهر آخر لعبة تم لعبها مع بعض الروابط السريعة لأصدقائك، التقدم (جدول النتائج)، اللعبة المميزة التي تريد نوكيا تمييزها لهذا الأسبوع وصندوق الرسائل الخاص بك داخل التطبيق.

### ألعابي
تعرض هذه الشاشة جميع الألعاب المثبتة على الهاتف سواء كانت نسخة تجريبية أو لعبة كاملة (تم شراؤها أو استئجارها). الإصدارات التجريبية لها شريط وردي مكتوب عليه (TRIAL) بمعنى «تجربة» في أقصى يمين رمز اللعبة، متداخلاً مع ما يشبه إلى حد ما مقياس البطارية الذي بمجرد أن تدفع ثمن اللعبة، يوضح لك تقدمك في تلك اللعبة. يوجد في أسفل قائمة الألعاب المثبتة رابط سريع (احصل على المزيد من الألعاب) ينقلك إلى صالة العرض.
ستظهر في الألعاب التي لم يتم دفع ثمنها نافذة منبثقة في كل مرة تقوم فيها بتشغيلها تسأل عما إذا كنت ترغب في تجربة الإصدار التجريبي المجاني أو الشراء أو استئجار اللعبة.
من هذه الشاشة، يمكن للمستخدم أيضًا تقييم أي من الألعاب التي تم تنزيلها من 1 إلى 5 نجوم.

### ملفي الشخصي
علامة التبويب التالية هي ملفك الشخصي الذي يعرض عدد نقاط إن غيج التي سجلتها حتى الآن من اللعب، مستوى سمعتك (يتراوح بين 1-5 نجوم)، عدد الأصدقاء الذين أضفتهم، الصورة الشخصية التي اخترتها (سيعرض صورة ظلية بيضاء لشخص بخلفية برتقالية في حال عدم وضع صورة). علاوة على ذلك، توجد حالتك (غير متصل بالإنترنت أو متصل بالإنترنت أو مشغول) وقائمة بالألعاب التي لعبتها (سجل الألعاب).

### أصدقائي
هو المكان الذي تذهب إليه لإضافة صديق إلى قائمة أصدقائك وكذلك التحقق منهم. يمكنك اختيار عرض المحادثات الأخيرة مع اللاعبين وإرسال رسالة إليهم وعرض ملفاتهم الشخصية وتقييمهم. يمكن إرسال الرسائل بغض النظر عما إذا كان اللاعب متصلاً حاليًا أو لا وقائمة أصدقائك.

### صالة العرض
تعرض في صالة العرض جميع الألعاب المتاحة للتنزيل بالإضافة إلى إضافات الألعاب لتوسيع العبة بمحتوى إضافي، مثل تنزيل حلقات أو مغامرات جديدة للعبة المغامرة ديرك داغر. يمكن تصفح الألعاب حسب النوع أو أحدث الألعاب أو بالترتيب الأبجدي فقط.
يمكن السداد إما باستخدام بطاقة الائتمان أو الدفع من خلال فاتورة الهاتف (مشغل الشبكة). هناك أيضًا خيار للتأجير.
يمكن تنزيل الألعاب مباشرة إلى الهاتف لاسلكيًا (عن طريق جي بي آر إس أو واي-فاي)، أو قد يختار المستخدم تنزيلها من على جهاز كمبيوتر ثم تثبيتها على الهاتف باستخدام كبل يو إس بي ونوكيا بي سي سيوت.